# Georges Beaucourt
Georges Beaucourt (Roubaix, 1912. április 15. – 2002. március 1.) francia válogatott labdarúgó.

## Sikerei, díjai
- Olympique Lillois
  - Francia első osztály bajnoka: 1932-33